# گنجشک رسی‌رنگ
گنجشک رسی‌رنگ یا گنجشک خاکی (نام علمی: Spizella pallida) نام یک گونه از سرده سهره‌چه‌ها است.